# Sun Jen-jen
Sun Jen-jen (čínsky pchin-jinem Sūn Yànyàn, znaky 孙艳艳; * 10. února 1973 Che-kang) je bývalá čínská zápasnice – judistka.

## Sportovní kariéra
Připravovala se v provincii Chej-lung-ťiang. V čínské ženské reprezentaci se pohybovala od roku 1993 v těžké váze nad 72 kg. V roce 1996 neuspěla v čínské olympijské nominaci na olympijské hry v Atlantě. Po ukončení sportovní kariéry koncem devadesátých let dvacátého století se věnovala trenérské práci.

## Výsledky

### Váhové kategorie
| Turnaj            | 1993       | 1994       | 1995       | 1996       |
| Turnaj            | 20         | 21         | 22         | 23         |
| Turnaj            | těžká váha | těžká váha | těžká váha | těžká váha |
| ----------------- | ---------- | ---------- | ---------- | ---------- |
| Olympijské hry    |            |            |            | —          |
| Mistrovství světa | —          |            | —          |            |
| Asijské hry       |            | —          |            |            |
| Mistrovství Asie  | 1.         |            | 3.         | —          |

### Bez rozdílu vah
| Turnaj            | 1993 | 1994 | 1995 | 1996 |
| Turnaj            | 20   | 21   | 22   | 23   |
| ----------------- | ---- | ---- | ---- | ---- |
| Mistrovství světa | —    |      | —    |      |
| Asijské hry       |      | —    |      |      |
| Mistrovství Asie  | —    |      | 3.   | —    |